# 勒德文木板教堂
勒德文木板教堂（挪威語：Rødven stavkyrkje）是挪威默勒-魯姆斯達爾郡的一座木板教堂。這座教堂可以容納約100人。這座教堂建築現在作為博物館使用。

## 外部連結

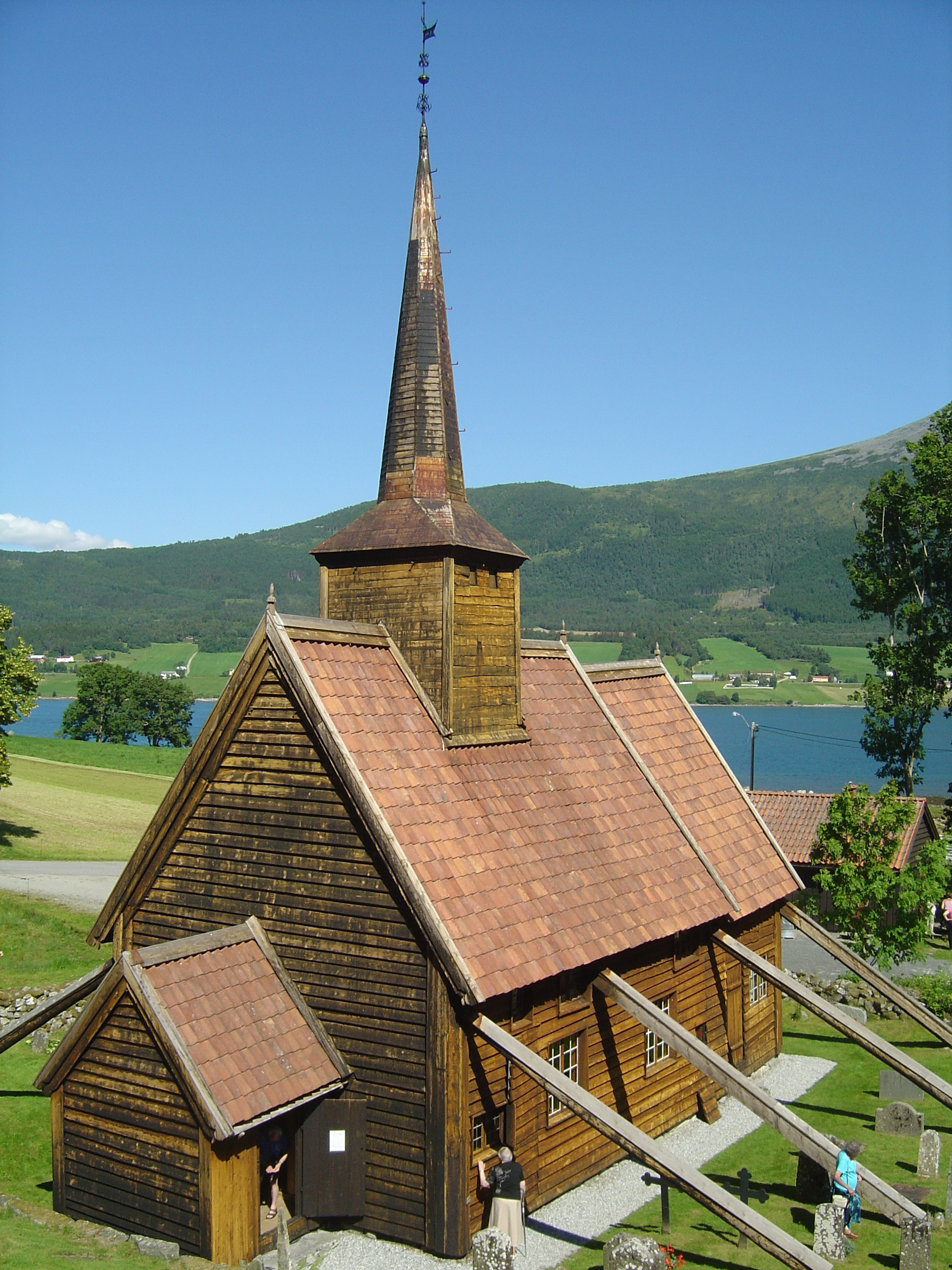

- Rødven stavkirke （页面存档备份，存于） （英語）

62°37′26″N 7°29′38″E / 62.6239°N 7.4939°E